# Beata Walczak (chemik)
Beata Walczak – polska profesor nauk chemicznych, specjalizująca się w chemometrii i chemii analitycznej.

## Życiorys
Ukończyła chemię na Uniwersytecie Śląskim, od 1979 roku pracuje na tej uczelni. W 1984 roku obroniła pracę doktorską, a w 1998 roku habilitowała się na podstawie rozprawy Rozwój i praktyczne zastosowanie metod obliczeń naturalnych w chemii analitycznej. W 2004 r. uzyskała tytuł profesora nauk chemicznych. W latach 2004–2010 kierowała Zakładem Chemometrii, od 2010 roku jest kierownikiem Zakładu Chemii Analitycznej. Odbyła staże naukowe w Austrii (Graz University of Technology), Belgii (Vrije Universiteit Brussel), Francji (University Orleans), we Włoszech (University La Sapienza) i na Węgrzech (Central Research Institute for Chemistry, Hungarian Academy of Science).

## Działalność naukowa
Od wczesnych lat 90. zajmuje się chemometrią. Jest jedną z 3 redaktorów czterotomowej encyklopedii Comprehensive Chemometrics wydawnictwa Elsevier (wyd. 1: 2009, ISBN 978-0-444-52701-1; wyd. 2: 2020, ISBN 978-0-444-64166-3). Jest też redaktorem czasopisma Chemometrics and Intelligent Laboratory Systems oraz serii książkowej ‘Data Handling in Chemistry and Technology wydawanych przez to wydawnictwo, a także członkiem rad redakcyjnych czasopism Talanta, Analytical Letters, Journal of Chemometrics i Acta Chromatographica. Jest współautorką ponad 150 recenzowanych artykułów naukowych z listy filadelfijskiej, jej indeks Hirscha wynosi 48 (sierpień 2023 r.). 

## Nagrody
Jest laureatką nagród:
- 2011: „EAS Award for Outstanding Achievements in Chemometrics[5]” (Eastern Analytical Symposium(inne języki)) za wybitne osiągnięcia w dziedzinie chemometrii
- 2011: „Pro Scientia et Arte” (UŚ) przyznana w uznaniu wybitnych osiągnięć naukowych i dydaktycznych